# Milecastle 2

Mapa s vyznačením polohy hrabství Tyne and Wear

Milecastle 2 (Walker) byl mílový hrad římského Hadriánova valu. Žádné pozůstatky po něm nejsou v současné době vidět, protože v průběhu věků se na jeho ploše stavělo, ale pravděpodobné se nacházel na křižovatce A187 Fossway a Tunstall Avenue nebo v její blízkosti.

## Výstavba pevnosti
Milecastle 2 byl milecastle s krátkou osou a neznámým typem brány. Pevnůstky s krátkou osou pravděpodobně budovala legie legio II Augusta, která sídlila v Isca Augusta (Caerleonu).

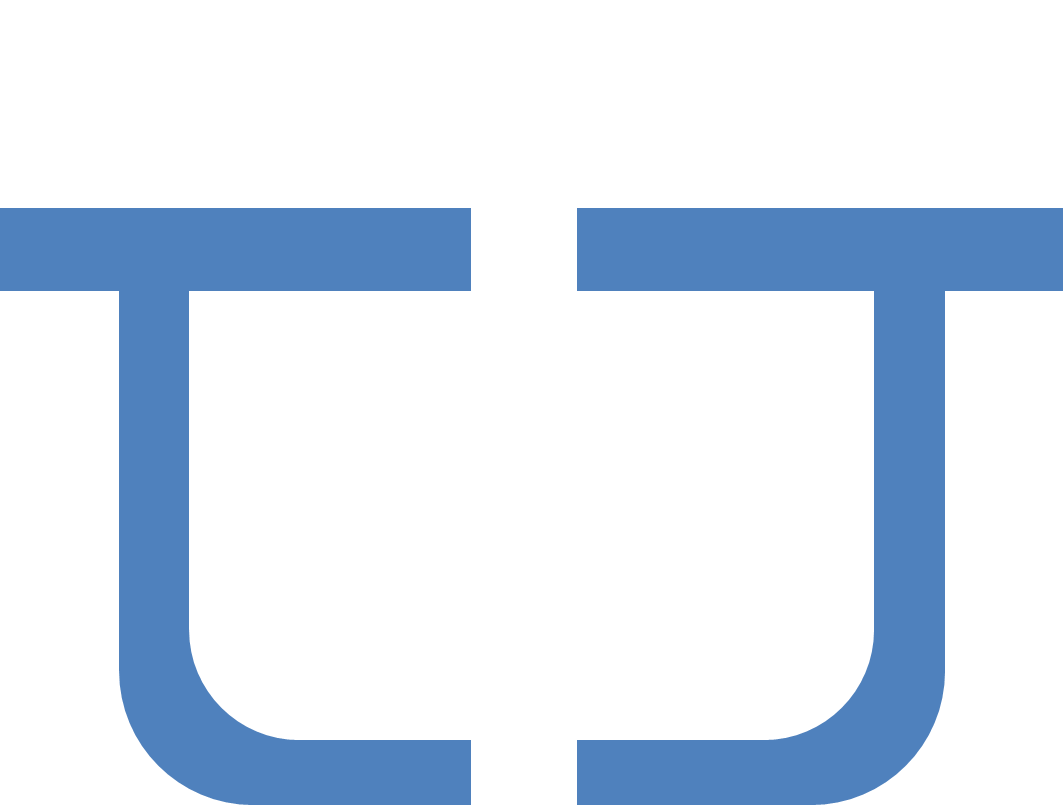
Typický půdorys mílového hradu s krátkou osou

## Vykopávky a výzkum
- 1732 - Horsley lokalitu prozkoumal, zaznamenal viditelné zbytky a polohu.[2]

- 1848 - Collingwood Bruce při zkoumání valu zjistil, že na místě byla cihlářská pec.[3]

- 1852-1854 - Henry MacLauchlan zjistil polohu pevnůstky a označil ji za pevnost s krátkou osou a zaznamenal, že na orné půdě lze stopy po ní doposud rozeznat.[4]

- 1928 - F. G. Simpson se pokusil místo najít, ale ačkoli cihlářská pec tam už nebyla, našel v zemi po Římanech pouze úlomky věcí. Zaznamenal vzdálenosti od předpokládaného umístění do středu pevnosti Milecastle 1 a do středu pevnosti Milecastle 3; v obou případech šlo o 1329 metrů.[4]

## Přidružené vížky
Každý mílový hrad na Hadriánově valu měl dvě věže, které s ním souvisely. Byly umístěny přibližně jednu třetinu a dvě třetiny římské míle na západ od něj a posádku pravděpodobně tvořila část posádky mílového hradu.
Všechny vížky byly postaveny z kamene.
Věže spojené s Milecastle 2 nesou označení vížka 2A a vížka 2B.

### Vížka 2A
Zbytky po ní nebyly nalezeny. V úvahu přicházejí dvě lokality, jednu navrhl Eric Birley v roce 1961 podle údajů Horsleyho o poloze Milecastle 2 a Milecastle 3; druhou Grace Simpsonová v roce 1978, přičemž vycházela z Maclauchlinových záznamů o poloze Milecastle 2 a Milecastle 3.
Umístění: 54°58′39″ s. š., 1°34′33″ z. d..

### Vížka 2B
Z vížky 2B nebyly nalezeny žádné pozůstatky. Pokud jde o její umístění, byly navrženy dvě lokality, tu první Eric Birley v roce 1961 založil na Horsleyho umístěních pevnůstek Milecastle 2 a Milecastle 3; druhou v roce 1978 odvodila Grace Simpsonová z Maclauchlinových umístění Milecastle 2 a Milecastle 3.
Umístění: 54°58′36″ s. š., 1°34′50″ z. d.
Alternativní poloha: 54°58′36″ s. š., 1°34′55″ z. d.

## Označení památek
| Památka                 | Číslo památky | Číslo v archivu English Heritage |
| Milecastle 2            | 1003510       | NZ 26 NE 25                      |
| Vížka 2A                | 24898         | NZ 26 SE 13                      |
| Vížka 2A (alternativní) | 25012         | NZ 26 SE 57                      |
| Vížka 2B                | 24901         | NZ 26 SE 14                      |
| Vížka 2B (alternativní) | 25013         | NZ 26 SE 58                      |